# Gościno (gmina)
Gościno – gmina miejsko-wiejska w północno-zachodniej Polsce, w woj. zachodniopomorskim, w powiecie kołobrzeskim. Siedzibą gminy jest miasto Gościno. Gminę zamieszkuje 5,2 tys. osób.
Na 114 gmin w województwie gmina Gościno zajmuje 90. miejsce pod względem powierzchni i 75 pod względem liczby mieszkańców.

## Położenie
Gmina położona jest w północnej części województwa zachodniopomorskiego, w południowo-wschodniej części powiatu kołobrzeskiego.
Według danych z 1 stycznia 2009 powierzchnia gminy wynosi 116,00 km². Gmina stanowi 16,0% powierzchni powiatu.
Sąsiednie gminy:
- Dygowo, Kołobrzeg, Rymań i Siemyśl (powiat kołobrzeski)
- Karlino (powiat białogardzki)
- Sławoborze (powiat świdwiński)

Do 31 grudnia 1998 r. wchodziła w skład województwa koszalińskiego.

## Demografia
Według danych z 31 grudnia 2016 r. gmina miała 5161 mieszkańców, co stanowiło 6,5% ludności powiatu. Gęstość zaludnienia wynosi 44,5 osoby na km².

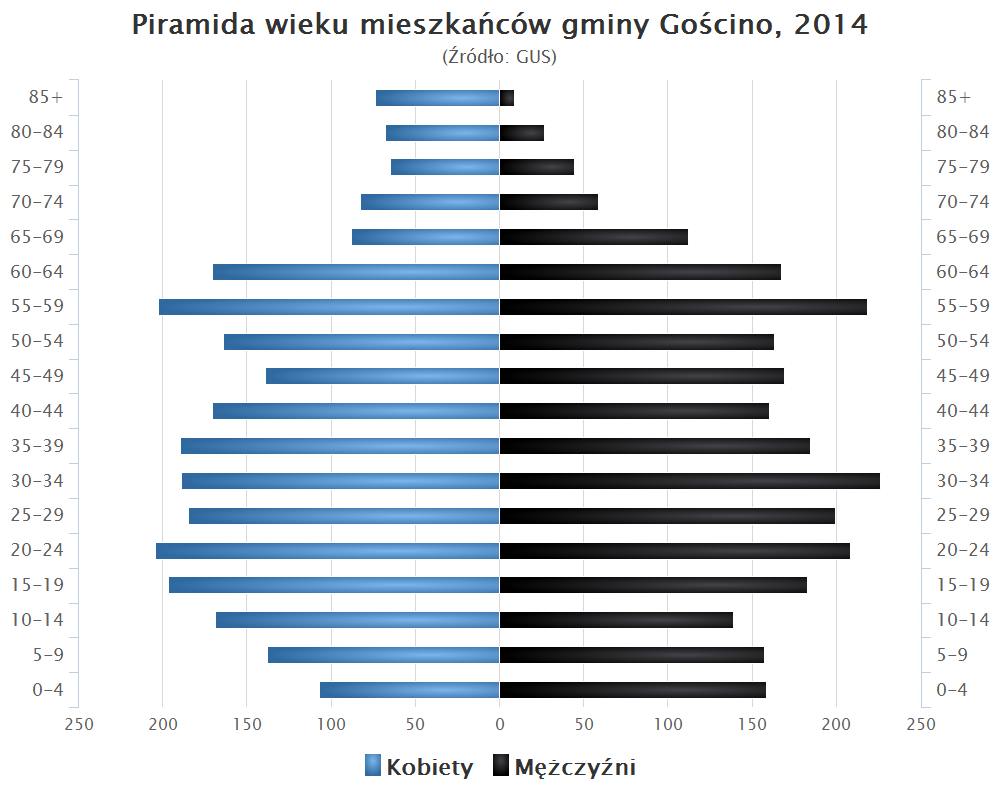
Piramida wieku mieszkańców gminy Gościno w 2014 roku

Według danych z 31 grudnia 2017 roku gminę zamieszkiwało 5154 osób.
Dane z 31 grudnia 2016 r.:
| Opis           | Ogółem | Ogółem | Kobiety | Kobiety | Mężczyźni | Mężczyźni |
| -------------- | ------ | ------ | ------- | ------- | --------- | --------- |
| Jednostka      | osób   | %      | osób    | %       | osób      | %         |
| Populacja      | 5161   | 100    | 2592    | 50,22   | 2569      | 49,78     |
| Miasto         | 2411   | 46,72  | 1241    | 24,05   | 1170      | 22,67     |
| Obszar wiejski | 2750   | 53,28  | 1351    | 26,18   | 1399      | 27,11     |

## Historia
We wczesnym średniowieczu obszar obecnej gminy znajdował się w granicach kasztelanii kołobrzeskiej i związany był ze szlakiem handlowym z Kołobrzegu przechodzącym przez Gościno, Dargocice i Trzynik, który dalej przez Karlino i Płoty prowadził do Szczecina. Większość wsi (14) ma metrykę właśnie średniowieczną (wzmianki w XII i XIII wieku), tylko cztery powstały w czasach późniejszych.
W 1124 na Pomorze ruszył z misją chrystianizacyjną św. Otton z Bambergu zwany Apostołem Pomorza. Wskutek jego działań książęta pomorscy przyjęli chrzest, a w 1140 ustanowiono biskupstwo w Wolinie. W 1248 znaczny obszar ziemi kołobrzeskiej przekazano jako uposażenie biskupów kamieńskich (formalne przeniesienie stolicy biskupiej z Wolina do Kamienia nastąpiło w 1188). Druga część ziemi kołobrzeskiej należała do książąt pomorskich. Po śmierci księcia Warcisława III w 1264 odziedziczył je jego kuzyn Barnim I, który wraz z synem Bogusławem IV w 1276 sprzedali pozostałą część tej ziemi biskupowi Hermannowi von Gleichen. Biskup ten w tym samym roku nadał kapitule kołobrzeskiej prawa do ponad 70 wsi, w tym m.in. znajdujące się w obecnej gminie: Karkowo, Skronie, Mołtowo, Pobłocie Małe, Robuń, Ołużna i Ząbrowo. Jeszcze jednak w średniowieczu posiadłości kapituły zostały uszczuplone na rzecz rady miejskiej z Kołobrzegu oraz lokalnej szlachty osadzanej przez książęta i biskupów.
Po przyjęciu protestantyzmu na sejmie w Trzebiatowie tytuł biskupi przeszedł na członków rodu książęcego Gryfitów. Ród ten wygasł w 1637 (ostatnim księciem był Bogusław XIV) kończąc definitywnie okres istnienia księstwa pomorskiego (w 1648 po zakończeniu wojny trzydziestoletniej wchłoniętego do Elektoratu Brandenburgii), choć księciem kamieńskim był jeszcze w latach 1665–1670 siostrzeniec ostatniego księcia Ernest Bogusław de Croy, późniejszy namiestnik Prus Książęcych. Do 1815 księstwo kamieńskie (Furstenthum Cammin) było jednostką terytorialną państwa Hohenzollernów.
W 1815 z terenów byłego księstwa kamieńskiego utworzono powiat Księstwo (Kreis Furstenthum), który w 1872 podzielono na powiaty: kołobrzesko-karliński, koszaliński i bobolicki. Od tego czasu obszar obecnej gminy pozostają w granicach powiatu kołobrzeskiego.
W wyniku nadania statusu miasta dla Gościna, od 2011 r. gmina stała się gminą miejsko-wiejską. 1 stycznia 2011 r. utworzono także straż miejską.

## Przyroda i turystyka

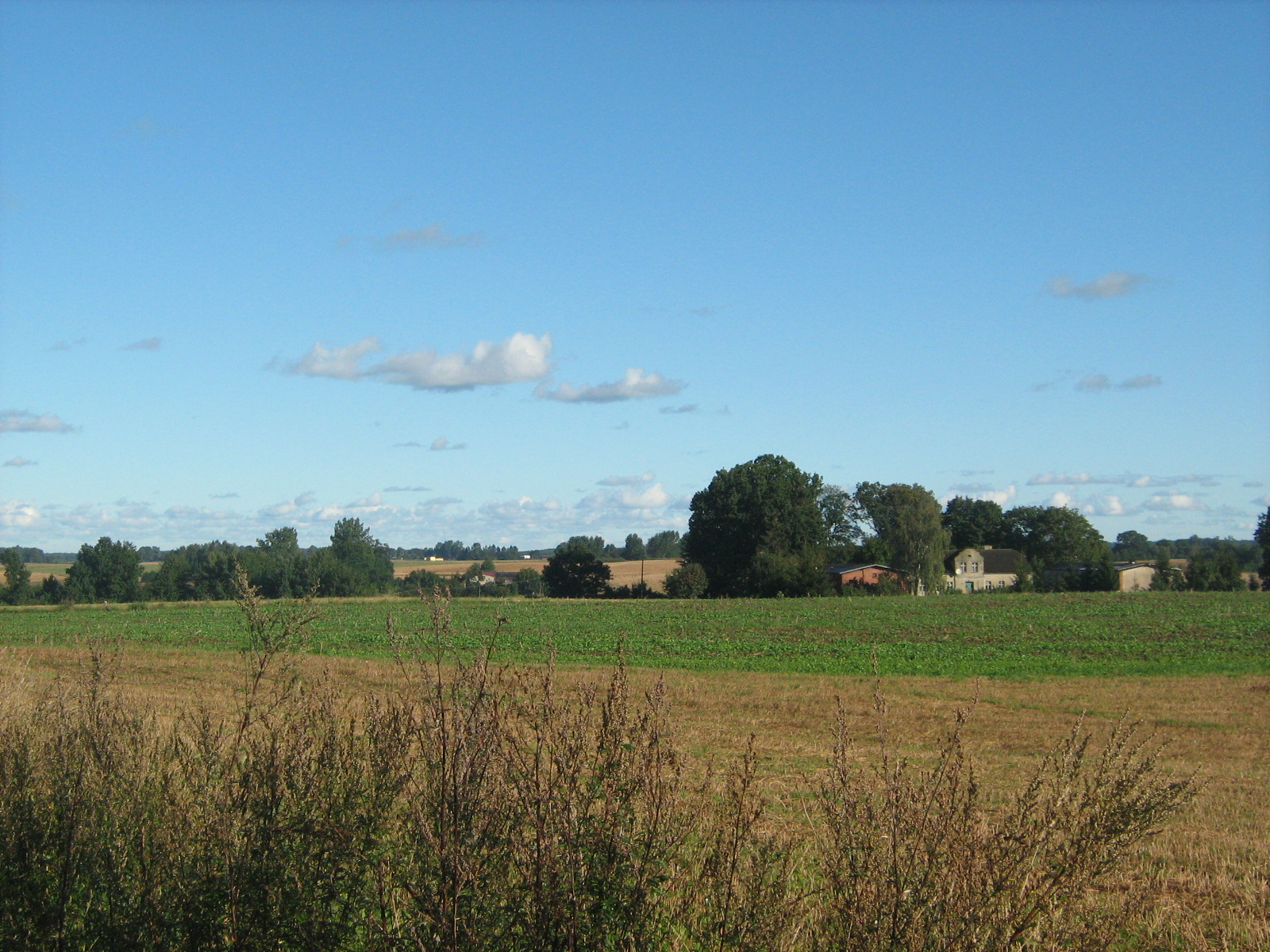
Okolice Gościna

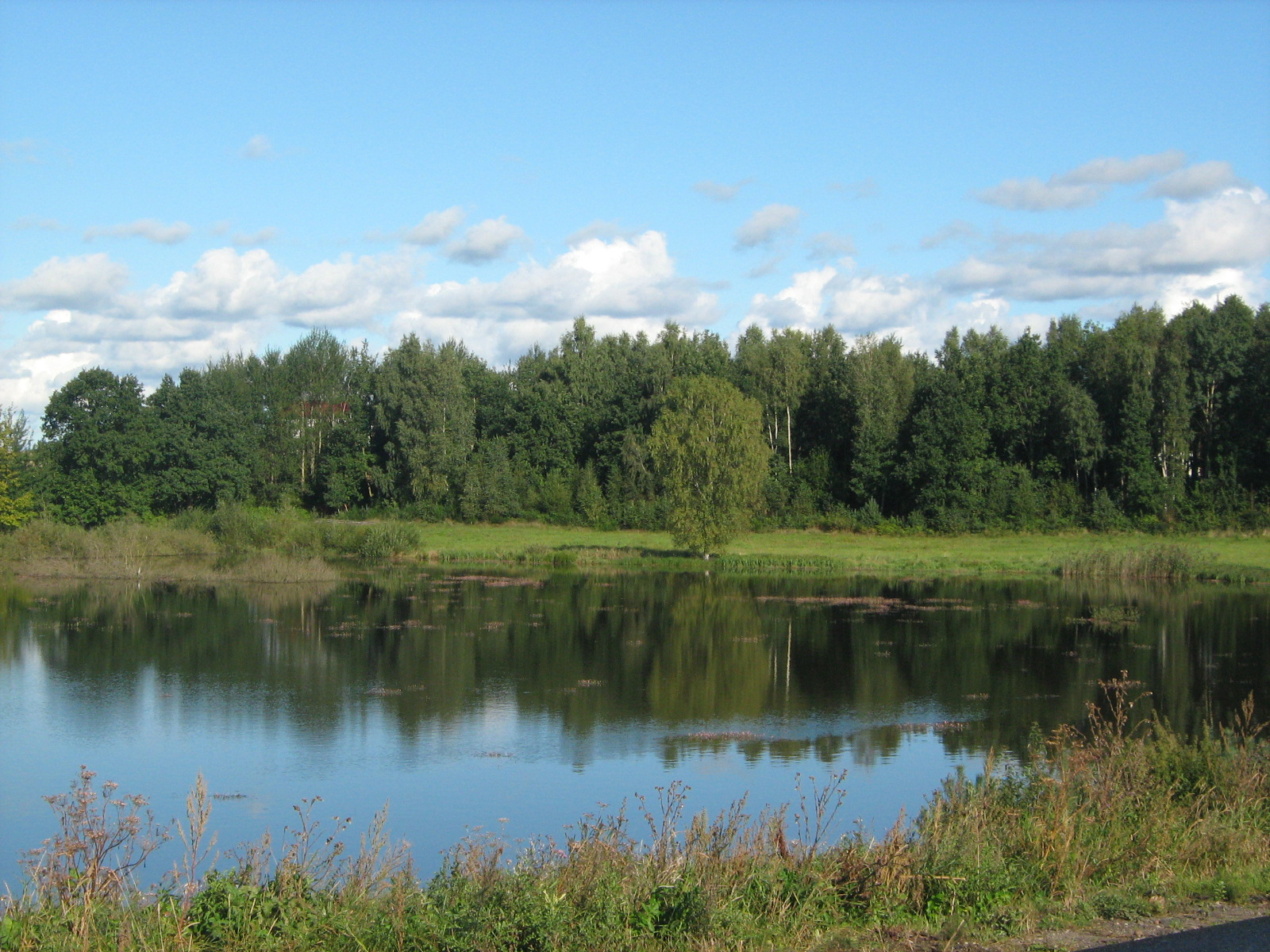
Okolice Gościna

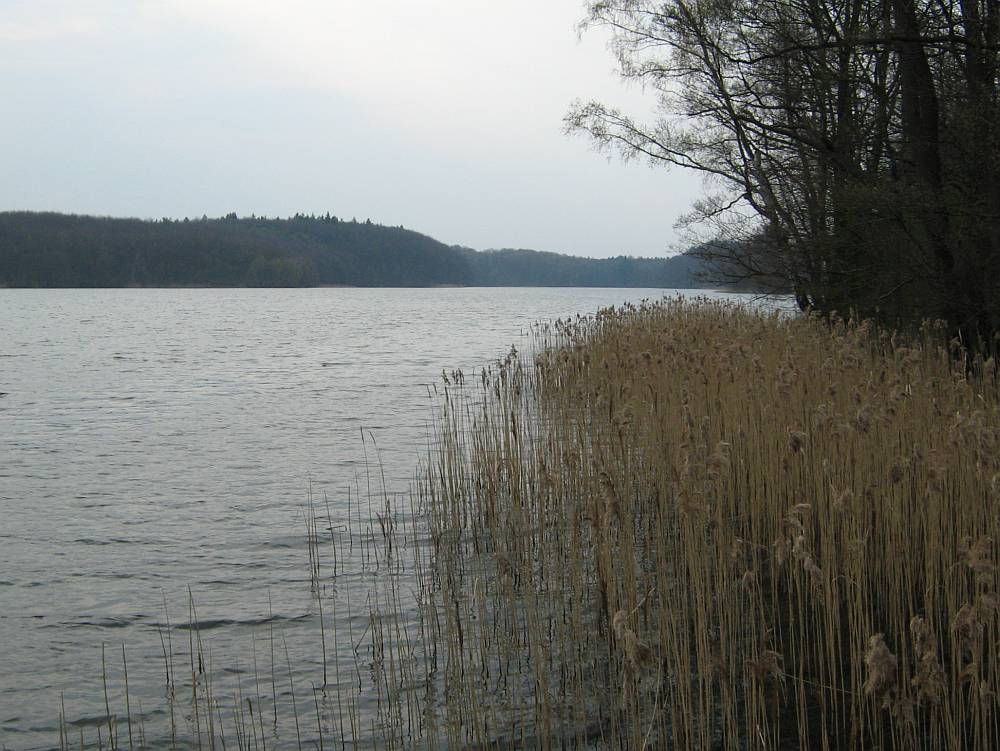
Jezioro Kamienica

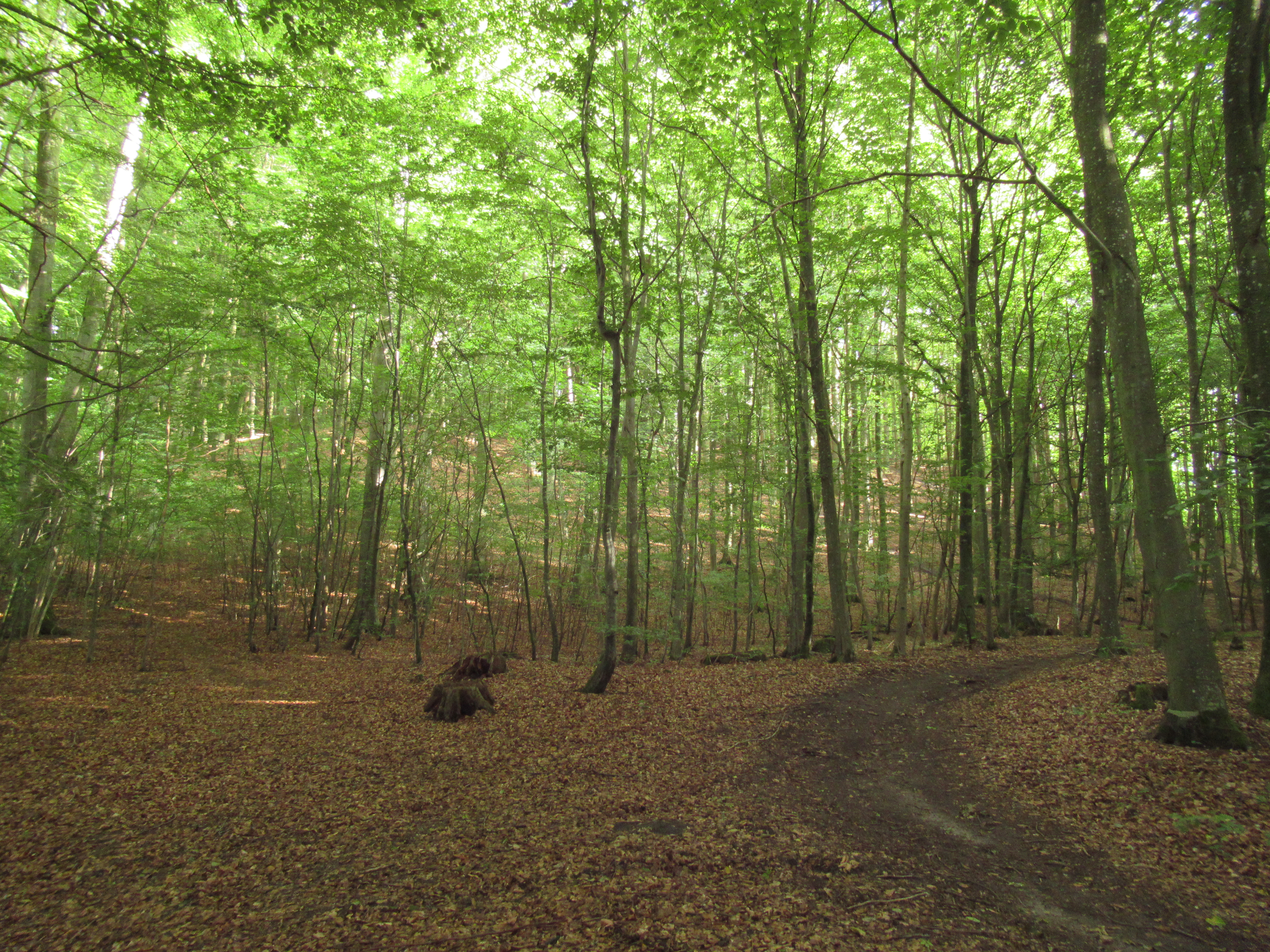
Las w okolicach Trzynika

Gmina leży na Równinie Białogardzkiej w części wschodniej i na Równinie Gryfickiej w części zachodniej. Przez granicę z gminą Dygowo przepływa rzeka Parsęta, natomiast zachodnią granicę z gminą Siemyśl stanowi rzeka Błotnica wraz z jeziorem Kamienica, uchodząca do jeziora Resko Przymorskie. Gmina Gościno jest w większości gminą rolniczą. Tereny leśne zajmują około 5,4% powierzchni gminy (21,57 km² na 116 km² pow. gminy).

## Komunikacja
Przez południową część gminy prowadzi droga krajowa nr 6 (w granicach gminy przy drodze leży wieś Ramlewo). Droga wojewódzka nr 162 przecina gminę z południa na północ: Zieleniewo – Gościno – Wartkowo – skrzyżowanie z drogą krajową nr 6 i dalej w kierunku Świdwina. Duże znaczenie ma także droga powiatowa Gościno – Karlino.
Połączenia z resztą powiatu (zwłaszcza z Kołobrzegiem) zapewniają autobusy kilku przewoźników.
Przez gminę Gościno prowadziła tylko kolej wąskotorowa o prześwicie 1000 mm. 3 odcinki z Gościna zostały otwarte w 1895 r. Pierwsza do Skrzydłowa przez Rymań Wąsk., wydłużona w 1899 r. przez wieś Tąpadły do Gryfic Wąsk. Druga przez Lepino Trójkąt do Sławoborza i trzecia do Kołobrzegu Wąsk. Ostatnia linia przez Gościno została otwarta w 1909 r. do wsi Pobłocie Wielkie, w 1915 r. wydłużono ją do Karlina Wąsk. W 1961 r. zamknięto odcinki do Kołobrzegu Wąsk. i Karlina Wąsk., które później rozebrano. W 1989 r. zostały zamknięte ostatnie linie do Tąpadeł i Lepina Trójkątu. Tory zostały zdemontowane na przełomie lat 2006/2007.
W gminie czynny jest jeden urząd pocztowy: Gościno, ul Lipowa 3 (78-120).

## Zabytki
- kościół rzymskokatolicki pw. Andrzeja Boboli w Gościnie
- pałac rodziny von Braunschweig w Mołtowie
- pałac rodziny Romelo w Ramlewie

## Przemysł i usługi
Brak większych zakładów przemysłowych. W Gościnie znajduje się duża mleczarnia produkująca m.in. sery, w Ząbrowie zakład chemiczny produkujący m.in. szpachlówki. Funkcjonuje ochotnicza straż pożarna, dwie praktyki lekarzy rodzinnych, stomatolog, apteki, oczyszczalnia ścieków, bank spółdzielczy, dom pomocy społecznej, szkoła podstawowa, szkoły średnie, kościół rzymskokatolicki, klub sportowy.
Do większości miejscowości w gminie doprowadzona jest woda z gminnego wodociągu.
Na gruntach wsi Mołtowo funkcjonuje fragment Farmy Wiatrowej Karścino. Planowane jest wybudowanie kolejnej elektrowni wiatrowej – Farmy Wiatrowej Jarogniew-Mołtowo oraz uruchomienie elektrowni wodnej na rzece Goścince.

## Miejscowości

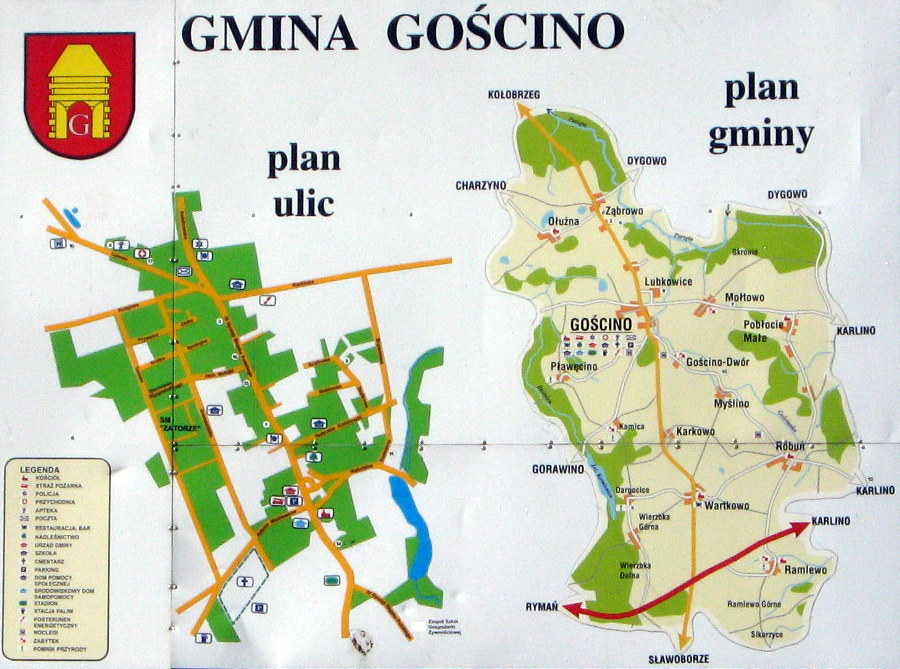
Mapa gminy i Gościna

MiastaGościno
WsieDargocice, Gościno-Dwór, Kamica, Karkowo, Mołtowo, Myślino, Lubkowice, Ołużna, Pławęcino, Pobłocie Małe, Ramlewo, Robuń, Skronie, Wartkowo, Wierzbka Dolna, Ząbrowo.
OsadyGościno-Żalno, Jarogniew, Jeziorki, Sikorzyce, Wierzbka Górna.

## Administracja i samorząd
W 2016 r. wykonane wydatki budżetu gminy wynosiły 27,7 mln zł, a dochody budżetu 27,3 mln zł. Zobowiązania samorządu (dług publiczny) według stanu na koniec 2016 r. wynosiły 10,4 mln zł, co stanowiło 38,1% poziomu dochodów.
Gmina Gościno utworzyła 12 jednostek pomocniczych, będących sołectwami.
Jednostki pomocnicze (nazwy statutowe)Sołectwo Dargocice, Sołectwo Karkowo, Sołectwo Mołtowo, Sołectwo Myślino, Sołectwo Ołużna, Sołectwo Pławęcino, Sołectwo Pobłocie Małe, Sołectwo Ramlewo, Sołectwo Robuń, Sołectwo Wartkowo, Sołectwo Ząbrowo.
Gmina jest obszarem właściwości Sądu Rejonowego w Kołobrzegu. Sprawy z zakresu ubezpieczeń społecznych oraz sprawy gospodarcze są rozpatrywane przez Sąd Rejonowy w Koszalinie. Gmina jest obszarem właściwości Sądu Okręgowego w Koszalinie. Gmina (właśc. powiat kołobrzeski) jest obszarem właściwości miejscowej Samorządowego Kolegium Odwoławczego w Koszalinie.
Mieszkańcy gminy Gościno razem z mieszkańcami gmin: Rymań i Siemyśl wybierają 3 radnych do Rady Powiatu w Kołobrzegu, a radnych do Sejmiku Województwa Zachodniopomorskiego w okręgu nr 3. Posłów na Sejm wybierają z okręgu wyborczego nr 40, senatora z okręgu nr 99, a posłów do Parlamentu Europejskiego z okręgu nr 13.